# Austrolimnophila relicta
Austrolimnophila relicta là một loài ruồi trong họ Limoniidae. Chúng phân bố ở miền Australasia.